# NGC 86

NGC 86

 إن جي سي 86 أو NGC 86 هي مجرة في كوكبة المرأة المسلسلة اكتشفت في 14 نوفمبر 1884.

## روابط خارجية
- NGC 86 على موقع ويكي سكاي: DSS2, SDSS, GALEX, IRAS, Hydrogen α, X-Ray, Astrophoto, Sky Map, Articles and images